# Tetrastes
Pour les articles homonymes, voir Gélinotte.
Genre
Tetrastes est un genre d'oiseaux gallinacés de la famille des Phasianidae et de la sous-famille des Tetraoninae.

## Liste des espèces
D'après la classification de référence (version 2.2, 2009) du Congrès ornithologique international (ordre phylogénique) :
- Gélinotte des bois — Tetrastes bonasia — anciennement Bonasa bonasia
- Gélinotte de Severtzov — Tetrastes sewerzowi — anciennement Bonasa sewerzowi